# Episodi de Il re (prima stagione)
La prima stagione della serie televisiva Il re composta da otto episodi, è stata trasmessa in prima visione sul canale satellitare italiano Sky Atlantic dal 18 marzo all'8 aprile 2022. Gli episodi sono inoltre stati trasmessi in simulcast sul canale Sky Cinema Uno.
| nº | Titolo     | Prima TV       |
| -- | ---------- | -------------- |
| 1  | Episodio 1 | 18 marzo 2022  |
| 2  | Episodio 2 | 18 marzo 2022  |
| 3  | Episodio 3 | 25 marzo 2022  |
| 4  | Episodio 4 | 25 marzo 2022  |
| 5  | Episodio 5 | 1º aprile 2022 |
| 6  | Episodio 6 | 1º aprile 2022 |
| 7  | Episodio 7 | 8 aprile 2022  |
| 8  | Episodio 8 | 8 aprile 2022  |

## Episodio 1
- Diretto da: Giuseppe Gagliardi
- Scritto da: Peppe Fiore (sceneggiatura); Stefano Bises, Peppe Fiore, Bernardo Pellegrini e Davide Serino (soggetto)

### Trama
Bruno Testori è il direttore del carcere San Michele dove usa metodi poco ortodossi nei confronti dei detenuti. Una mattina viene ritrovato il corpo di Nicola Iaccarino, comandante della polizia penitenziaria e migliore amico di Bruno il quale non vuole diffondere la notizia e inizia delle indagini personali interne che non porteranno a nulla. Testori si rivolge quindi al sostituto procuratore Lombardo che indaga affiancata dall’ispettore Pellegrini scoprendo che il comandante è stato aggredito sul tetto e buttato giù di sotto. Testori cerca l’aiuto di Miroslav Lackovic, ex narcotrafficante ergastolano, per cercare di capire cosa sia successo veramente ma questo viene trovato impiccato nella propria cella.
- Guest star: Giorgio Colangeli (Nicola Iaccarino).

## Episodio 2
- Diretto da: Giuseppe Gagliardi
- Scritto da: Peppe Fiore (sceneggiatura); Stefano Bises, Peppe Fiore, Bernardo Pellegrini e Davide Serino (soggetto)

### Trama
Vengono trovate le impronte di Lackovic sul muretto da dove Iaccarino è stato spinto. La Lombardo interroga le guardie una ad una per cercare di capirne di più e viene a sapere che il serbo versava molti soldi alla moglie tramite money transfer intuendo che avesse un giro di droga in carcere. L’ispettrice Massini intanto viene promossa comandante. 
Una sera Testori, dopo aver sniffato cocaina, ricorda con un flashback di aver ucciso Lackovic poiché questo aveva ammazzato Iaccarino e minacciava di raccontare la verità sul loro rapporto privilegiato.

## Episodio 3
- Diretto da: Giuseppe Gagliardi
- Scritto da: Davide Serino (sceneggiatura); Stefano Bises, Peppe Fiore, Bernardo Pellegrini e Davide Serino (soggetto)

### Trama
Testori obbliga un detenuto nordafricano a diventare la sua spia infiltrandosi nel gruppo dei musulmani in cambio di una relazione favorevole che il direttore andrebbe a scrivere. Il direttore ha fatto piazzare delle microspie nelle celle così da poter ascoltare tutte le conversazioni comprese quella tra la Lombardo e Ciocci, un detenuto con seri problemi di droga che viene prontamente trasferito per evitare che possa collaborare con lei. Iniziano a esserci i primi scontri tra slavi e nigeriani e la Massini per ristabilire l’ordine si accorda con Goran, che difatti diventa il successore di Lackovic, e Mansur. Testori invece fa un accordo con Aniello. La Lombardo scopre che Testori la notte della morte di Lackovic era rientrato in carcere nel cuore della notte e chiede al suo superiore di approfondire le indagini sul direttore.

## Episodio 4
- Diretto da: Giuseppe Gagliardi
- Scritto da: Bernardo Pellegrini (sceneggiatura); Stefano Bises, Peppe Fiore, Bernardo Pellegrini e Davide Serino (soggetto)

### Trama
La Lombardo con un trojan inizia a tenere controllato Testori e Pellegrini scopre che il direttore e Iaccarino avevano comprato una barca da pochi giorni. La comandante Massini scopre che il collega Piras ha fatto sequestrare dell’eroina a sua insaputa e si rivolge a Testori venendo ripresa per le sue azioni. Testori viene aiutato dal mediatore Ibrahim Fatah nel comprendere azioni e movimenti dei detenuti musulmani.

## Episodio 5
- Diretto da: Giuseppe Gagliardi
- Scritto da: Peppe Fiore (sceneggiatura); Stefano Bises, Peppe Fiore, Bernardo Pellegrini e Davide Serino (soggetto)

### Trama
Testori ha capito che la Lombardo lo sta controllando e usa un altro numero. Una sera la PM si apposta sotto casa del direttore e lui la affronta a muso duro. La Massini scopre che Piras prende dei soldi da un detenuto.
Testori continua a studiare i musulmani, a maggior ragione dopo la morte di un capo jihad, e scopre che i musulmani comunicano con l’esterno attraverso dei libri; nel frattempo il mediatore Ibrahim viene ucciso da un pirata della strada.

## Episodio 6
- Diretto da: Giuseppe Gagliardi
- Scritto da: Davide Serino (sceneggiatura); Stefano Bises, Peppe Fiore, Bernardo Pellegrini e Davide Serino (soggetto)

### Trama
Testori chiede aiuto anche ai servizi segreti. Piras spiega alla Massini che con i soldi che riceve dai detenuti paga la babysitter ai suoi figli che non riesce a vedere mai. Testori chiede all’imam Amir di trovare chi fa propaganda jihadista tra i musulmani. La Lombardo chiede alla Massini di collaborare alle indagini.

## Episodio 7
- Diretto da: Giuseppe Gagliardi
- Scritto da: Davide Serino (sceneggiatura); Stefano Bises, Peppe Fiore, Bernardo Pellegrini e Davide Serino (soggetto)

### Trama
Testori decide di isolare i musulmani e la sua ex moglie gli fa sapere che su di lui i servizi segreti aprono un dossier.
La Massini inizia a parlare con la
Lombardo. Testori intuisce che Iaccarino aveva capito che Lackovic voleva far evadere dal San Michele il successore del capo jihad Abu Asifah. Il direttore capisce poi che la Massini sta indagando per conto della Lombardo e la affronta confessando di aver ucciso Lackovic per vendicare la morte di Iaccarino.

## Episodio 8
- Diretto da: Giuseppe Gagliardi
- Scritto da: Peppe Fiore (sceneggiatura); Stefano Bises, Peppe Fiore, Bernardo Pellegrini e Davide Serino (soggetto)

### Trama
L’imam Amir viene trovato morto nella sua cella e i musulmani iniziano a protestare. Testori prende tempo con il dirigente dei servizi segreti Piazza perché vuole continuare ad occuparsi personalmente della vicenda. Si capisce che è coinvolto Farid, il ragazzo che Testori aveva voluto infiltrare tra i musulmani i quali nel frattempo danno fuoco ai materassi nelle celle iniziando una rivolta. Le guardie e i detenuti islamici iniziano un duro scontro fuori dalle celle. Testori capisce che il terrorista che deve evadere con l’aiuto di Farid è Bilal, già braccio destro di Amir, e riesce a bloccarlo sul tetto del carcere prima che un elicottero lo prelevi. La Massini invece se la vede brutta in uno scontro con Farid ma riesce ad avere la meglio uccidendolo con una coltellata. 
Testori viene arrestato poiché nella sua auto vengono trovati 15 grammi di cocaina e oltretutto il titolare di un’enoteca che il direttore frequentava ha confessato di avergli venduto abitualmente cocaina. Testori viene quindi rinchiuso in una cella dello stesso carcere che fino a poche ore prima dirigeva.